# L'Abominable Homme des cavernes
Pour plus de détails, voir Fiche technique et Distribution.
L'Abominable Homme des cavernes (Trog) est un film fantastique britannique de Freddie Francis, sorti en 1970.
Il est surtout connu pour être le tout dernier film pour le cinéma de la grande star américaine Joan Crawford. Elle y retrouve le comédien anglais Michael Gough, déjà partenaire dans Le Cercle de sang (1967).

## Synopsis
L'exploration d'une grotte souterraine inconnue mène à l'incroyable découverte d'un véritable chaînon manquant : Trog, la créature mi-homme, mi-singe. L'anthropologue Dr. Brockston prend immédiatement le spécimen sous sa responsabilité, et parvient même à le domestiquer. Mais un industriel dont les projets immobiliers sont dérangés par ces expériences de première importance, tente de saboter les recherches de la scientifique en libérant Trog de sa cage. Ce dernier sème alors la mort et la terreur dans les environs, avant d'enlever une fillette jusque dans son repaire souterrain, où il sera traqué par les autorités.

## Fiche technique
- Titre original : Trog
- Titre en français : L'Abominable Homme des cavernes
- Réalisation : Freddie Francis
- Scénario : Peter Bryan, John Gilling et Aben Kanden
- Production : Herman Cohen
- Musique : John Scott
- Photographie : Desmond Dickinson
- Montage : Oswald Hafenrichter
- Pays de production : Royaume-Uni
- Format : couleur
- Durée : 93 minutes
- Genre : fantastique
- Dates de sortie :
  - États-Unis : septembre 1970
  - Canada : 17 octobre 1970

## Distribution
- Joan Crawford : Dr. Brockton
- Michael Gough : Sam Murdock
- Bernard Kay : Inspector Greenham
- Kim Braden : Anne Brockton
- David Griffin : Malcolm Travers
- John Hamill : Cliff
- Thorley Walters : magistrat
- Jack May : Dr. Selbourne
- Geoffrey Cases : Bill
- Robert Hutton : Dr. Richard Warren
- Simon Lack : Colonel Vickers
- David Warbeck : Alan Davis
- Chloe Franks : petite fille
- Maurice Good : journaliste
- Joe Cornelius : Trog

## Autour du film
- Le costume du troglodyte fut récupéré dans les accessoires du prologue préhistorique de 2001, l'Odyssée de l'espace (1968) de Stanley Kubrick.
- Comme pour la plupart de ses derniers films, Joan Crawford exigea qu'apparaisse, au moins une fois à l'écran, la marque Pepsi-Cola dont elle était, alors, membre du comité de direction.
- Joan Crawford assura sa propre garde-robe pour le film (sauf la blouse bleue de laboratoire) tandis que sa voiture personnelle lui servit de loge.
- Joan Crawford se déclara particulièrement honteuse de son ultime film.
- Les séquences de dinosaures sont extraites du film The Animal World (1956), aux animations conçues par  Willis O'Brien et Ray Harryhausen.

## Analyse
Freddie Francis, directeur de la photographie au génie reconnu, et couvert de récompenses, s'avère pourtant, dans les années 1960 et 1970, un réalisateur de moindre ambition.
Avec Trog, il ne déroge guère à sa réputation, mais crée la surprise en confiant à une icône vieillissante de la grande époque hollywoodienne, un rôle de scientifique habituellement réservé à un acteur masculin tel que Peter Cushing ou Michael Gough.
Ce dernier, ici dans un rôle de second plan, avait d'ailleurs assuré la vedette de plusieurs autres productions Herman Cohen, comme Konga (1961) ou Crimes au musée des horreurs (1959), jouant volontiers la carte du second degré, proche du cabotinage.
À l'inverse, Joan Crawford opte pour un jeu sans esbroufe, imposant, comme souvent, un personnage de femme forte. Le décalage n'en devient que plus grand entre celle qui symbolisa longtemps le glamour sophistiqué de l'âge d'or des studios, et la peu convaincante créature qu'on lui a opposée.
C'est sans doute à cause de cette bien étrange combinaison que le film a fini par faire l'objet d'un véritable culte, ayant même été élu, et en bonne place, parmi "les meilleurs nanars jamais réalisés".